# استفن جی. تاون‌سند
استفن جی. تاون‌سند (انگلیسی: Stephen J. Townsend؛ زادهٔ ۱۹۵۹ (۶۵–۶۶ سال)) فرد نظامی است. همچنین برندهٔ جوایزی همچون نشان خدمات برجسته (ارتش آمریکا) و نشان ستاره برنزی شده‌است.
وی درحال حاضر مسئولیت ستاد فرماندهی آفریقای ایالات متحده آمریکا را عهده دار است.